# Prefecturale weg 243 (Wakayama)
De prefecturale weg 243 (Japans: 和歌山県道243号日置川すさみ線, Wakayama-ken dō nihyaku yonjūsan-gō Hikigawa Susami-sen; Nederlands:Wakayama prefecturale weg 243 - Hikigawa Susami-lijn) is een prefecturale weg in het district Nishimuro (prefectuur  Wakayama) die de plaats Hikigawa (gemeente  Shirahama) en Susami met elkaar verbindt.

## Gemeenten die de weg passeert
- prefectuur Wakayama
  - district Nishimuro
    -  Shirahama
    - Susami